# Thornhill (circonscription provinciale)
Circonscription électorale provinciale du Canada
Thornhill est une circonscription provinciale de l'Ontario représentée à l'Assemblée législative de l'Ontario depuis 1999.

## Géographie
La circonscription de la banlieue nord de Toronto est constituée des parties des villes de  Vaughan et de Markham.
Les circonscriptions limitrophes sont Don Valley-Nord, King—Vaughan, Richmond Hill, Markham—Thornhill, Willowdale, York-Centre, Humber River—Black Creek et Vaughan—Woodbridge.

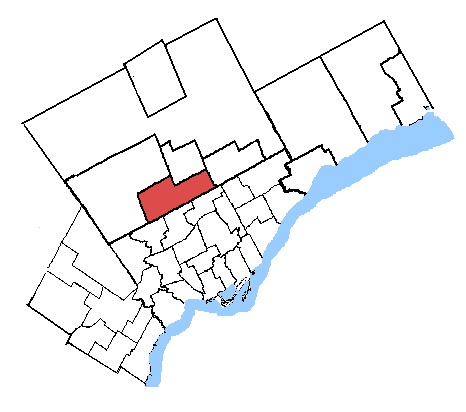
Thornhill de 2003 à 2018

## Historique
| Législature                                               | Années       | Député      | Député         | Parti                     |
| --------------------------------------------------------- | ------------ | ----------- | -------------- | ------------------------- |
| Thornhill Circonscription issue de Markham et York-Centre |              |             |                |                           |
| 37e                                                       | 1999-2003    |             | Tina Molinari  | Progressiste-conservateur |
| 38e                                                       | 2003-2007    |             | Mario Racco    | Libéral                   |
| 39e                                                       | 2007-2011    |             | Peter Schurman | Progressiste-conservateur |
| 40e                                                       | 2011-2013    |             | Peter Schurman | Progressiste-conservateur |
| 40e                                                       | 2013-2014    | Gila Martow |                | Progressiste-conservateur |
| 41e                                                       | 2014-2018    | Gila Martow |                | Progressiste-conservateur |
| 42e                                                       | 2018-2022    | Gila Martow |                | Progressiste-conservateur |
| 43e                                                       | 2022-présent | Laura Smith |                | Progressiste-conservateur |

## Circonscription fédérale
Comme partout en Ontario, sauf dans le nord, les circonscriptions provinciales sont les mêmes que les circonscriptions électorales fédérales depuis les élections provinciales de 1999.